# گروه آی‌بی‌آی
گروه آی‌بی‌آی (انگلیسی: IBI Group) شرکت خدمات حرفه‌ای کانادایی است، که در سال ۱۹۷۴ تأسیس شد.